# Liste des routes d'État au New Jersey
Les routes d'État du New Jersey sont entretenues par le New Jersey Department of Transportation (NJDOT).

## Liste des routes d'État
| Numéro        | Longueur (mi) | Longueur (km) | Terminus sud / ouest                                                                        | Terminus nord / est                                                                       | Créée | Notes |
| ------------- | ------------- | ------------- | ------------------------------------------------------------------------------------------- | ----------------------------------------------------------------------------------------- | ----- | --- |
| Route 3       | 10,84         | 17,45         | US 46 à Clifton                                                                             | US 1 / US 9 à North Bergen                                                                | 1927  | |
| Route 4       | 10,59         | 17,04         | Route 20 à Paterson                                                                         | I-95 / US 1 / US 9 / US 9W / US 46 à Fort Lee                                             | 1916  | |
| Route 5       | 3,18          | 5,12          | US 1 / US 9 à Ridgefield                                                                    | CR 505 à Edgewater                                                                        | 1927  | |
| Route 7       | 9,46          | 15,22         | US 1 / US 9 à Jersey City                                                                   | Limites entre Clifton et Nutley                                                           | 1927  | Route en deux segments |
| Route 10      | 23,51         | 37,84         | US 46 à Ledgewood                                                                           | CR 577 à West Orange                                                                      | 1927  | |
| Route 12      | 11,69         | 18,81         | Vers PA 32 à la frontière de la Pennsylvanie à Frenchtown                                   | US 202 / Route 31 à Flemington                                                            | 1927  | |
| Route 13      | 0,56          | 0,90          | CR 632 à Point Pleasant                                                                     | CR 632 à Bay Head                                                                         | 1953  | |
| Route 15      | 19,51         | 31,40         | US 46 à Dover                                                                               | US 206 / CR 565 à Ross Corner                                                             | 1953  | Route en deux segments |
| Route 17      | 27,20         | 43,77         | Route 7 / CR 507 à North Arlington                                                          | I-287 / NY 17 à la frontière de l'État de New York à Mahwah                               | 1942  | |
| Route 18      | 42,92         | 69,07         | Route 138 à Wall Township                                                                   | I-287 à Piscataway Township                                                               | 1939  | |
| Route 19      | 3,04          | 4,89          | CR 509 à Clifton                                                                            | CR 509 à Paterson                                                                         | 1988  | |
| Route 20      | 4,15          | 6,68          | US 46 à Clifton                                                                             | CR 504 à Paterson                                                                         | 1953  | |
| Route 21      | 14,35         | 23,09         | US 1 / US 9 / US 22 à Newark                                                                | US 46 à Clifton                                                                           | 1927  | |
| Route 23      | 52,63         | 84,70         | CR 506 / CR 577 à Verona                                                                    | CR 15 à Montague Township                                                                 | 1927  | |
| Route 24      | 10,42         | 16,77         | I-287 à Morristown                                                                          | I-78 à Springfield                                                                        | 1927  | |
| Route 26      | 2,57          | 4,14          | US 1 à North Brunswick                                                                      | CR 691 à New Brunswick                                                                    | 1927  | |
| Route 27      | 38,53         | 62,01         | US 206 à Princeton                                                                          | Route 21 à Newark                                                                         | 1927  | |
| Route 28      | 26,44         | 42,55         | US 22 / CR 614 à Bridgewater Township                                                       | Route 27 à Elizabeth                                                                      | 1927  | |
| Route 29      | 34,71         | 55,86         | I-195 / I-295 à Hamilton Township                                                           | Route 12 à Frenchtown                                                                     | 1927  | |
| Route 31      | 48,93         | 78,75         | US 1 Bus. / US 206 à Trenton                                                                | US 46 à Buttzville                                                                        | 1967  | |
| Route 32      | 1,18          | 1,90          | US 130 à South Brunswick                                                                    | I-95 / N.J. Turnpike / CR 612 à Monroe Township                                           | 1964  | |
| Route 33      | 42,03         | 67,64         | US 1 / Route 129 à Trenton                                                                  | Route 71 à Neptune Township                                                               | 1927  | |
| Route 33 Bus. | 6,89          | 11,09         | Route 33 à Manalapan Township                                                               | Route 33 à Howell Township                                                                | 1990  | |
| Route 34      | 26,79         | 43,11         | Route 35 / Route 70 à Wall Township                                                         | US 9 à Old Bridge Township                                                                | 1927  | |
| Route 35      | 58,07         | 93,45         | Parc d'état d'Island Beach à Berkeley Township                                              | Route 27 à Rahway                                                                         | 1927  | |
| Route 36      | 24,40         | 39,27         | CR 51 / G.S. Parkway à Tinton Falls                                                         | Route 35 / G.S. Parkway à Keyport                                                         | 1927  | |
| Route 37      | 13,43         | 21,61         | Route 70 à Lakehurst                                                                        | Route 35 à Seaside Heights                                                                | 1927  | |
| Route 38      | 19,19         | 30,88         | US 30 / US 130 à Pennsauken Township                                                        | US 206 / CR 530 à Southampton Township                                                    | 1927  | |
| Route 41      | 14,08         | 22,66         | Route 47 / CR 603 / CR 630 à Deptford Township                                              | CR 611 à Maple Shade Township                                                             | 1927  | |
| Route 42      | 14,28         | 22,98         | US 322 / CR 536 Spur à Monroe Township                                                      | I-76 / I-295 à Bellmawr                                                                   | 1927  | |
| Route 44      | 10,28         | 16,54         | Barker Avenue à Bridgeport                                                                  | I-295 / US 130 / CR 640 à Thorofare                                                       | 1927  | |
| Route 45      | 28,51         | 45,88         | Route 49 à Salem                                                                            | US 130 à Westville                                                                        | 1927  | |
| Route 47      | 75,20         | 121,02        | Atlantic Avenue à Wildwood                                                                  | US 130 / CR 551 / CR 736 à Brooklawn                                                      | 1927  | |
| Route 48      | 4,26          | 6,86          | US 130 / CR 675 à Penns Grove                                                               | US 40 à Carneys Point                                                                     | 1927  | |
| Route 49      | 53,80         | 86,58         | I-295 / US 40 / US 130 à Pennsville Township                                                | Route 50 / CR 557 à Upper Township                                                        | 1927  | |
| Route 50      | 26,02         | 41,88         | US 9 / G.S. Parkway à Upper Township                                                        | US 30 / CR 563 à Egg Harbor City                                                          | 1927  | |
| Route 52      | 2,74          | 4,41          | Palen Avenue à Ocean City                                                                   | US 9 à Somers Point                                                                       | 1937  | |
| Route 53      | 4,66          | 7,50          | US 202 à Morris Plains                                                                      | Bloomfield Avenue à Denville                                                              | 1953  | |
| Route 54      | 11,86         | 19,09         | US 40 à Buena Vista Township                                                                | US 30 / US 206 à Hammonton                                                                | 1938  | |
| Route 55      | 40,54         | 65,24         | Route 47 à Port Elizabeth                                                                   | Route 42 à Deptford                                                                       | 1964  | |
| Route 56      | 9,19          | 14,79         | Route 77 / CR 622 à Upper Deerfield Township                                                | Route 47 à Vineland                                                                       | 1983  | |
| Route 57      | 21,10         | 33,96         | US 22 à Lopatcong Township                                                                  | Route 182 / CR 517 à Hackettstown                                                         | 1953  | |
| Route 59      | 0,15          | 0,24          | CR 610 à Garwood                                                                            | Route 28 à Cranford                                                                       | 1953  | |
| Route 60      | 58,40         | 94,00         | US 40 à Deepwater                                                                           | US 9 / G.S. Parkway à Ocean City                                                          | 1953  | |
| Route 62      | 0,47          | 0,76          | US 46 à Totowa                                                                              | I-80 à Totowa                                                                             | 1953  | |
| Route 63      | 3,09          | 4,97          | CR 501 à North Bergen                                                                       | US 1 / US 9 / US 46 à Fort Lee                                                            | 1953  | |
| Route 64      | 0,32          | 0,51          | CR 526 / CR 571 / CR 615 à West Windsor                                                     | CR 526 / CR 571 à West Windsor                                                            | 1953  | |
| Route 66      | 3,62          | 5,83          | Route 33 à Tinton Falls                                                                     | Route 35 à Neptune Township                                                               | 1953  | |
| Route 67      | 1,86          | 2,99          | Route 5 à Fort Lee                                                                          | US 9W à Fort Lee                                                                          | 1953  | |
| Route 68      | 7,80          | 12,55         | CR 616 à New Hanover Township                                                               | US 206 à Mansfield Township                                                               | 1953  | |
| Route 70      | 59,84         | 96,30         | Route 38 / CR 601 à Pennsauken Township                                                     | Route 34 / Route 35 à Brielle                                                             | 1953  | |
| Route 71      | 16,78         | 27,00         | Route 35 à Brielle                                                                          | Route 35 / CR 537 à Eatontown                                                             | 1953  | |
| Route 72      | 28,74         | 46,25         | Route 70 / CR 644 / CR 646 à Woodland Township                                              | CR 607 à Ship Bottom                                                                      | 1953  | |
| Route 73      | 34,64         | 55,75         | US 322 / CR 561 Spur à Folsom                                                               | PA 73 à la frontière de la Pennsylvanie à Palmyra                                         | 1953  | |
| Route 76C     | 1,22          | 1,96          | I-76 à Camden                                                                               | Route 168 à Camden                                                                        | —     | |
| Route 77      | 22,55         | 36,29         | Route 49 / CR 609 à Bridgeton                                                               | Route 45 à Harrison Township                                                              | 1953  | |
| Route 79      | 12,13         | 19,52         | US 9 à Freehold Township                                                                    | Route 34 / CR 516 Spur à Matawan                                                          | 1953  | |
| Route 81      | 1,18          | 1,90          | I-95 / N.J. Turnpike à Elizabeth                                                            | US 1 / US 9 à Elizabeth                                                                   | 1964  | |
| Route 82      | 4,92          | 7,92          | Route 124 / CR 577 à Springfield                                                            | Route 439 / CR 629 à Union Township                                                       | 1953  | |
| Route 83      | 3,81          | 6,13          | Route 47 à Dennis Township                                                                  | US 9 à Dennis Township                                                                    | 1953  | |
| Route 87      | 1,70          | 2,74          | US 30 à Atlantic City                                                                       | CR 638 à Brigantine                                                                       | 1953  | |
| Route 88      | 10,02         | 16,13         | US 9 / CR 547 à Lakewood Township                                                           | Route 35 à Point Pleasant                                                                 | 1953  | |
| Route 90      | 3,22          | 5,18          | Betsy Ross Bridge à Pennsauken Township                                                     | Route 73 à Cinnaminson                                                                    | 1953  | |
| Route 91      | 2,26          | 3,64          | US 1 à North Brunswick                                                                      | CR 693 à New Brunswick                                                                    | 1953  | |
| Route 93      | 3,50          | 5,63          | US 1 / US 9 à Ridgefield                                                                    | CR 501 / Van Nostrand Avenue à Englewood                                                  | 1953  | |
| Route 94      | 45,94         | 73,93         | Portland-Columbia Toll Bridge à Knowlton                                                    | NY 94 à la frontière de l'État de New York à Vernon                                       | 1953  | |
| Route 95W     | 11,03         | 17,75         | I-95 / N.J. Turnpike à Newark                                                               | I-95 / N.J. Turnpike à Ridgefield Park                                                    | 1950  | |
| Route 109     | 3,06          | 4,92          | CR 633 à Cape May                                                                           | US 9 à Lower Township                                                                     | 1970  | |
| Route 120     | 2,65          | 4,26          | Route 3 à East Rutherford                                                                   | Route 17 / CR 120 à Carlstadt                                                             | 1990  | |
| Route 122     | 2,42          | 3,89          | CR 678 à Phillipsburg                                                                       | US 22 à Pohatcong                                                                         | 1990  | |
| Route 124     | 14,74         | 23,72         | US 202 / CR 510 à Morristown                                                                | CR 603 à Maplewood                                                                        | 1972  | |
| Route 129     | 2,41          | 3,88          | Lamberton Road à Hamilton Township                                                          | US 1 à Trenton                                                                            | 1993  | |
| Route 133     | 4,06          | 6,53          | CR 571 à East Windsor                                                                       | I-95 / N.J. Turnpike à East Windsor                                                       | 1999  | |
| Route 138     | 3,52          | 5,66          | I-195 / Route 34 à Wall Township                                                            | Route 35 à Wall Township                                                                  | 1988  | |
| Route 139     | 2,77          | 4,46          | US 1 / US 9 à Jersey City                                                                   | I-78 à Jersey City                                                                        | 1953  | 139U est le niveau supérieur; 139 est le niveau inférieur                                                                               |
| Route 139U    | 0,83          | 1,34          | CR 501 à Jersey City                                                                        | Route 139 à Jersey City                                                                   | 1953  | 139U est le niveau supérieur; 139 est le niveau inférieur                                                                               |
| Route 140     | 0,96          | 1,54          | US 130 à Deepwater                                                                          | US 40 / CR 540 à Carneys Point                                                            | 1977  | |
| Route 143     | 2,35          | 3,78          | CR 561 / CR 726 à Winslow Township                                                          | CR 716 à Winslow Township                                                                 | 1989  | |
| Route 147     | 4,20          | 6,76          | US 9 / CR 618 à Middle Township                                                             | CR 621 à North Wildwood                                                                   | 1971  | |
| Route 152     | 3,16          | 5,09          | CR 620 à Somers Point                                                                       | CR 629 à Egg Harbor Township                                                              | 1969  | |
| Route 154     | 1,70          | 2,74          | CR 561 à Cherry Hill                                                                        | Route 41 / Route 70 / CR 573 à Cherry Hill                                                | 1953  | |
| Route 156     | 1,18          | 1,90          | US 130 à Hamilton Township                                                                  | US 130 à Yardville                                                                        | 1953  | |
| Route 157     | 0,91          | 1,46          | US 30 / CR 585 à Absecon                                                                    | US 9 à Absecon                                                                            | 1953  | |
| Route 159     | 1,36          | 2,19          | US 46 à Montville                                                                           | US 46 / CR 627 à Fairfield Township                                                       | 1953  | |
| Route 161     | 1,10          | 1,77          | CR 602 à Clifton                                                                            | CR 611 / CR 614 à Clifton                                                                 | 1953  | |
| Route 162     | 0,70          | 1,13          | CR 626 / CR 641 à Lower Township                                                            | CR 626 / CR 603 à Lower Township                                                          | 1969  | |
| Route 163     | 0,30          | 0,48          | US 46 à Delaware                                                                            | Cul-de-sac à Hemlock Hill Road à Delaware                                                 | 1953  | |
| Route 165     | 0,26          | 0,42          | Route 29 à Lambertville                                                                     | Route 29 / Route 179 à Lambertville                                                       | 1953  | |
| Route 166     | 3,75          | 6,04          | US 9 à South Toms River                                                                     | US 9 / G.S. Parkway à Toms River                                                          | 1954  | |
| Route 167     | 0,77          | 1,24          | US 9 à Port Republic                                                                        | US 9 à Bass River Township                                                                | 1954  | Route en deux segments |
| Route 168     | 10,75         | 17,30         | Route 42 / A.C. Expressway à Washington Township                                            | CR 603 / CR 605 à Camden                                                                  | 1959  | |
| Route 171     | 0,98          | 1,58          | US 1 / US 130 à North Brunswick                                                             | Georges Road à New Brunswick                                                              | 1953  | |
| Route 172     | 0,69          | 1,11          | CR 527 à New Brunswick                                                                      | Route 18 / CR 527 à New Brunswick                                                         | 1955  | |
| Route 173     | 14,62         | 23,53         | I-78 / US 22 à Greenwich Township                                                           | CR 626 à Clinton Township                                                                 | 1969  | |
| Route 175     | 2,95          | 4,75          | Route 29 à Trenton                                                                          | Route 29 à Ewing                                                                          | 1963  | |
| Route 179     | 7,46          | 12,01         | PA 179 à la frontière de la Pennsylvanie à Lambertville                                     | US 202 / Route 31 / CR 514 à Ringoes                                                      | 1965  | |
| Route 181     | 7,47          | 12,02         | Route 15 à Jefferson Township                                                               | Route 15 à Sparta Township                                                                | 1974  | |
| Route 182     | 0,96          | 1,54          | Route 57 / CR 517 à Hackettstown                                                            | US 46 / CR 517 à Hackettstown                                                             | 1969  | |
| Route 183     | 2,12          | 3,41          | I-80 / US 206 à Roxbury                                                                     | US 206 à Stanhope                                                                         | 1973  | |
| Route 184     | 1,37          | 2,20          | CR 501 / G.S. Parkway à Fords                                                               | Route 35 à Perth Amboy                                                                    | 1974  | |
| Route 185     | 0,65          | 1,05          | Route 440 à Jersey City                                                                     | Linden Avenue à Jersey City                                                               | 1988  | |
| Route 187     | 0,40          | 0,64          | US 30 à Atlantic City                                                                       | Route 87 à Atlantic City                                                                  | —     | |
| Route 208     | 10,07         | 16,21         | Route 4 / CR 79 à Fair Lawn                                                                 | I-287 à Oakland                                                                           | 1974  | |
| Route 284     | 7,03          | 11,31         | Route 23 à Sussex                                                                           | NY 284 à la frontière de l'État de New York à Wantage Township                            | 1966  | |
| Route 324     | 1,51          | 2,43          | Rives du fleuve Delaware à Logan Township                                                   | Cul-de-sac à Logan Township                                                               | 1974  | |
| Route 347     | 8,33          | 13,41         | Route 47 à Dennis Township                                                                  | Route 47 à Maurice River Township                                                         | 1990  | |
| Route 413     | 0,76          | 1,22          | PA 413 à la frontière de la Pennsylvanie à Burlington                                       | US 130 à Burlington                                                                       | 1953  | |
| Route 439     | 3,95          | 6,36          | I-278 à Elizabeth                                                                           | Route 27 à Elizabeth                                                                      | 1953  | |
| Route 440     | 13,33         | 21,45         | I-95 / I-287 / N.J. Turnpike à Edison NY 440 à la frontière de l'État de New York à Bayonne | NY 440 à la frontière de l'État de New York à Perth Amboy US 1 / US 9 Truck à Jersey City | 1953  | Route en deux segments |
| Route 444     | 172,40        | 277,45        | Route 109 près de Cape May                                                                  | G.S. Parkway Connector à la frontière de l'État de New York à Montvale                    | 1947  | Numéro de la G.S. Parkway |
| Route 444S    | 0,50          | 0,80          | G.S. Parkway à Tinton Falls                                                                 | Route 36 à Tinton Falls                                                                   | —     | Sortie 105 de la Garden State Parkway                                                                                                   |
| Route 445     | 11,06         | 17,80         | I-95 / US 1 / US 9/ US 46 à Fort Lee                                                        | Palisades Parkway à la frontière de l'État de New York à Alpine                           | 1958  | |
| Route 445S    | 0,42          | 0,68          | Route 67 à Fort Lee                                                                         | Palisades Parkway à Fort Lee                                                              | —     | |
| Route 446     | 44.19         | 71.12         | Route 42 à Washington Township                                                              | Baltic Avenue à Atlantic City                                                             | 1964  | Atlantic City Expressway |
| Route 446X    | 1,98          | 3,19          | A.C. Expressway à Atlantic City                                                             | US 30 à Atlantic City                                                                     | 2001  | Atlantic City–Brigantine Connector |
| Route 495     | 3,45          | 5,55          | I-95 / N.J. Turnpike à Secaucus                                                             | NY 495 à la frontière de l'État de New York à Weehawken                                   | 1959  | À l'origine, identifié comme I-495 |
| Route 700     | 51,99         | 83,67         | I-295 / US 40 à Pennsville                                                                  | I-95 à Mansfield Township                                                                 | 1951  | New Jersey Turnpike, le segment de 51 miles (82 km) au sud de la sortie 6 est non-indiqué comme Route 700 alors que le reste est l'I-95 |
|               |               |               |                                                                                             |                                                                                           |       | |